# Otok Svibovski
Otok Svibovski je naselje u općini Rugvica u Zagrebačkoj županiji.

## Zemljopis
Naselje je smješteno 9 km zapadno od Rugvice, i 9 km jugozapadno od Dugog Sela, na cesti Dugo Selo-Rugvica-Ivanja Reka. Nedaleko lijeve obale rijeke Save. 

## Stanovništvo
U naselju živi 233 stanovnika (2001.) u 71 kućanstvu. Prosječna gustoća naseljenosti je 123 stanovnika po četvornom kilometru.
Broj stanovnika: 
- 1981.: 138 (34 kućanstva)
- 1991.: 166
- 2001.: 233 (71 kućanstvo)

| broj stanovnika | 139   | 134   | 138   | 139   | 135   | 128   | 128   | 130   | 130   | 128   | 140   | 139   | 138   | 166   | 233   | 270   | 263   |
|                 | 1857. | 1869. | 1880. | 1890. | 1900. | 1910. | 1921. | 1931. | 1948. | 1953. | 1961. | 1971. | 1981. | 1991. | 2001. | 2011. | 2021. |

## Povijest
Do 1900. naselje je nosilo naziv Veliki Otok. Od 1850. godine Otok Svibovki je u sastavu Kotara Dugo Selo, od sredine prošlog stoljeća u općini Dugo Selo, a od 1993. u sastavu je općine Rugvice. Dobrovoljno vatrogasno društvo osnovano je 1952. godine.  U naselju djeluje ispostava Vetreinarske ambulante Dugo Selo. 